# Villanueva de la Serena
Villanueva de la Serena (Villanueva la Serena in estremegno) è un comune spagnolo di 24.092 abitanti situato nella comunità autonoma dell'Estremadura, situata fra le comarche Vegas Altas del Guadiana e La Serena alla quale appartiene amministrativamente.
La popolazione del comune è concentrata quasi interamente nel capoluogo, dinamico centro commerciale e di servizi.

## Storia
La zona fu abitata dai Celti ai quali seguirono i conquistatori romani dei quali fu il centro abitato di Vesci presente nel I secolo nel posto dove ora si trova Villanueva. Nel periodo di dominazione musulmana  dal secolo ottavo fino alla riconquista del 1229 appartenne al regno indipendente di Badajoz. Nel 1232 il Maestro dell'Ordine militare di Alcántara don Arias Pérez conquistò la fortezza araba di Mojafar edificando sulle rovine il Castillo de Castilnuevo e il suo successore don Pedro Yañez conquistò Magacela e altre località della Serena. Nel XIII secolo l'antica Vesci apparve rivitalizzata e col nome di Aldeanueva. Il re Ferdinando IV per riconoscenza la donò all'Ordine di Alcantara assieme ad altre località nel 1303. Aldeanueva, che il re avocò a sé per fare la donazione, era signoria dei Medellín che però rinunciarono ad ogni diritto sulla località nel 1305. Da questa data Aldeanueva cambiò successivamente due nomi: prima fu Aldeanueva de Magacela e poi Villanueva de Lares; il nome definitivo attuale di Villanueva de la Serena lo assunse solo nel XVI secolo. Nel 1423 le fu concesso il titolo di Villa e durante tutti i secoli XIV e XV fu un centro molto importante della tierra de Magacela. Nel 1734 fu a capo dei 18 paesi facenti parte del territorio della Dehesa de la Serena dove stanziavano 220.000 capi di pecore merinos, patrimonio reale governato dall'Ordine di Alcantara. Nei secoli XV  e XVI in seguito alla concessione del titolo di Villa furono costruiti gli edifici civili necessari al Consiglio della villa e al suo governo, oltre a chiese e conventi. Nel secolo XVIII divenne Plaza del Governatore militare e capoluogo del distretto giudiziale della Serena uno degli otto di tutta la provincia di Badajoz.
Nel XIX secolo aumentò la sua importanza  e si ingrandì passando dai 5.000 abitanti d'inizio secolo ai 12.000. Nel 1856 la regina Isabella II le concesse il titolo di città. Agli inizi del XX secolo si registrò un cambiamento della sua economia e ciò fu durante il governo dittatoriale di Primo de Rivera che, amico dell'alcalde Manuel Romero y Gil de Zuñiga, fece iniziare molte opere pubbliche nel comune e diede al municipio il titolo di Excelencia. 
Nella seconda metà del XX secolo, grazie alla buona congiuntura economica della Spagna, al miglioramento della rete delle comunicazioni interne e all'incremento generale dei servizi e del commercio, la città ha raggiunto un nuovo sviluppo aumentando di dimensioni e di abitanti.
Nel 2022 i residenti di Villanueva de la Serena hanno approvato con referendum la fusione col confinante comune di Don Benito.

## Monumenti e luoghi d'interesse
- Parroquia de San Francisco: chiesa del 1575 già facente parte del Monasterio de San Bartolomé.
- Parroquia de Nuestra Señora de la Asunción, del 1608-1634.
- Ermita de Santiago, chiesa del 1552.
- Capilla del Santo Sepulcro, del 1621.
- Capilla del Palacio Senatorial, del 1788.
- Monasterio de San Benito, poi Palacio pretorial, del 1494, restaurato nel 1583.
- La Jabonera antica fabbrica di sapone, esempio di architettura industriale del XIX secolo.
- Castillo de Encomienda: con due torri, una cilindrica e l'altra prismatica, del XIV secolo, ampliato con aggiunte nei secoli XV e XVI.
- Parque de la Constitución, che ha all'interno un monumento con statua in bronzo di una sirena, simbolo della città, innalzato nel 1970.
- Plaza de los Conquistadores, con al centro una fontana e un alto monolite.
- Monumento a Pedro de Valdivia, conquistatore del Perù. Innalzato nel 1929.

## Cultura

### Eventi
Oltre alle feste patronali e alle celebrazioni della Semana Santa che rivestono come nel resto della Spagna un significato religioso di fede, di devozione e di tradizioni per finire alla domenica e al lunedì di Pasqua in una festa popolare, sono da notare la Fiesta del Pilar che si effettua intorno al 12 ottobre con cerimonia religiosa seguita da gare sportive, e tradizionali popolari, concorsi di abilità, musica, danze e una veglia popolare notturna (verbena) con musica e giochi. Di carattere culturale sono il Premio literario Felipe Trigo e il Dia de la poesia.

## Economia
Prodotto tipico della zona, tutelato dalla denominazione di origine, è il Queso de la Serena formaggio pecorino ottenuto dal latte delle pecore  merinos allevate nella comarca.